# Smuszewo
Smuszewo – wieś w Polsce położona w województwie wielkopolskim, w powiecie wągrowieckim, w gminie Damasławek.
W latach 1975–1998 miejscowość administracyjnie należała do województwa pilskiego. 

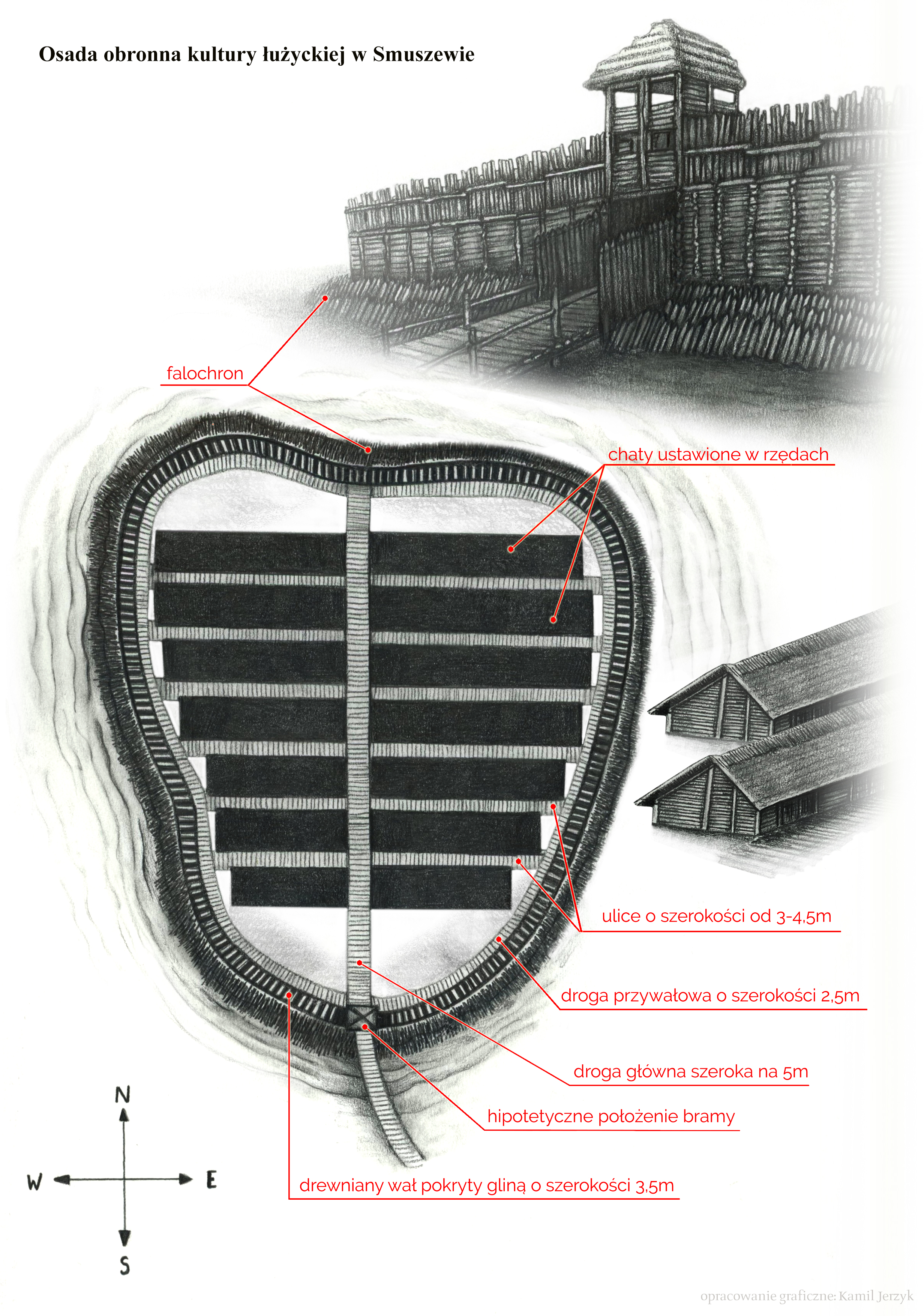
Osada obronna kultury łużyckiej w Smuszewie

Na terenie wsi znajdują się stanowiska archeologiczne obejmujące grodzisko obronne kultury łużyckiej oraz średniowieczny gródek z IX w. Od 1865 roku, na terenie wsi prowadzone były badania archeologiczne. W latach 1959–1966 zespół pracowników Muzeum Archeologicznego w Poznaniu prowadził systematyczne prace wykopaliskowe. W czasie tych badań odsłonięto łącznie 959 m² gruntu na terenie prasłowiańskiej osady.
W centrum wsi znajduje się zrujnowany pałac z drugiej połowy XIX w.
Urodził się tu prof. Seweryn Dziamski.